# Lago Vivi
Il lago Vivi (in russo озеро Виви?) è un lago della Russia, situato nella parte sud-occidentale dell'altopiano Putorana. Dal punto di vista amministrativo si trova nel Ėvenkijskij rajon del Territorio di Krasnojarsk, nel Circondario federale della Siberia. 

## Geografia
Il lago appartiene al bacino dello Enisej: il fiume Vivi che da esso prende origine è un affluente della Tunguska Inferiore (affluente di destra dello Enisej). Più di 30 fiumi alimentano il lago. I maggiori sono l'Ogytgan, il Kovlektė e il Vivichoron (Огытган, Ковлектэ, Вивихорон).
Il Vivi, di origine glaciale-tettonica, ha una superficie di 229 km² e un bacino idrografico di 3260 km². La sua lunghezza è di 87 m, per una larghezza massima di 5,3 km. La profondità massima è stimata tra gli 80 e i 200 m. Si trova a un'altezza di 255 m s.l.m.
Non ci sono insediamenti permanenti sulle rive del lago.

### Fauna
Il lago è ricco di pesci: salmerini, temoli (Thymallus arcticus nigrescens), coregoni e taimen siberiani.

## Storia
Il lago è noto poiché sulla sua sponda sud-orientale si trova il centro geografico della Russia. Un monumento è stato posizionato il 21 agosto 1992 dalla spedizione scientifico-sportiva che ha preso il nome di Ivan D. Papanin. Accanto ad esso è stata eretta una croce ortodossa di 8 metri in ricordo del 600º anniversario della morte di Sergio di Radonež. Dopo l'annessione della Crimea alla Federazione russa, nel 2014, il centro geografico del paese si è spostato di alcune decine di metri verso sud (66°25′N 94°15′E). In loco è stato installato un nuovo segno geodetico commemorativo che ricorda un fiore che sboccia.